# Boris Subow
Boris Subow (russisch Борис Зубов, engl. Transkription Boris Zubov; * 1. Dezember 1942 in Tambow) ist ein ehemaliger russischer Sprinter, der für die Sowjetunion startete.
Bei den Olympischen Spielen 1964 in Tokio wurde er Fünfter in der 4-mal-100-Meter-Staffel und erreichte über 200 m das Viertelfinale.

## Persönliche Bestzeiten
- 100 m: 10,3 s, 16. Mai 1964, Lesselidse
- 200 m: 20,9 s, 1964